# اندیس مرمریت ۳۲۷۶
مرمریت ۳۲۷۶ یک اندیس مصالح ساختمانی است که در حوالی شهر نیریز استان فارس قرار دارد و مادهٔ معدنی موجود در آن، مرمریت است.سنگ میزبان این اندیس آهک های تابولار است و دیرینگی آن به دوران کامبرین بالا می‌رسد.